# Stéphanie Frappart
Stéphanie Frappart (Le Plessis-Bouchard, 14 de desembre de 1983) és una àrbitra de futbol francesa.
Internacional des de 2009, el 2014 es va convertir en la primera àrbitra de la Segona divisió francesa masculina. Va ser la primera àrbitra a dirigir un partit de competició europea de futbol masculí. El 14 d'agost de 2019 va arbitrar la final de la Supercopa d'Europa de futbol de 2019 entre el Liverpool FC i el Chelsea FC. El 2019 va ser elegida, de forma majoritària, per l'IFFHS, com la millor àrbitra del món. El novembre de 2020 es va estrenar a la Lliga Europa amb el partit entre el Granada CF i l'AC Omonia Nicòsia. El 3 de desembre de 2020, es va convertir en la primera dona a la història que arbitrava un partit de la Lliga de Campions, concretament el que va disputar el Juventus FC i el FC Dinamo de Kíev.